# Texas historia
Texas kan med sanning säga att sex olika flaggor vajat över delstaten, den franska, den spanska, den mexikanska, den för Republiken Texas, den amerikanska och den för Amerikas konfedererade stater. Namnet kommer från Caddo-ordet "Tejas", vilket spanjorerna använde för området vid kusten, stavat Texas. De engelskspråkiga uttalade det "Teksas" baserat på stavningen.

## Ursprungsbefolkning
Det har funnits en mängd indianstammar som levt inom området som numera heter Texas, bland annat Apachestammen, Atakapanstammen, Bidaistammen, Caddostammen, Comanchestammen, Cherokeestammen, Kiowastammen, Tonkawastammen och Wichitastammen. Det finns numera tre stycken federalt erkända stammar i Texas: Alabama-Coushatta, Kickapoo och Ysleta Del Sur Pueblo.

## Första europeiska upptäcktsresande

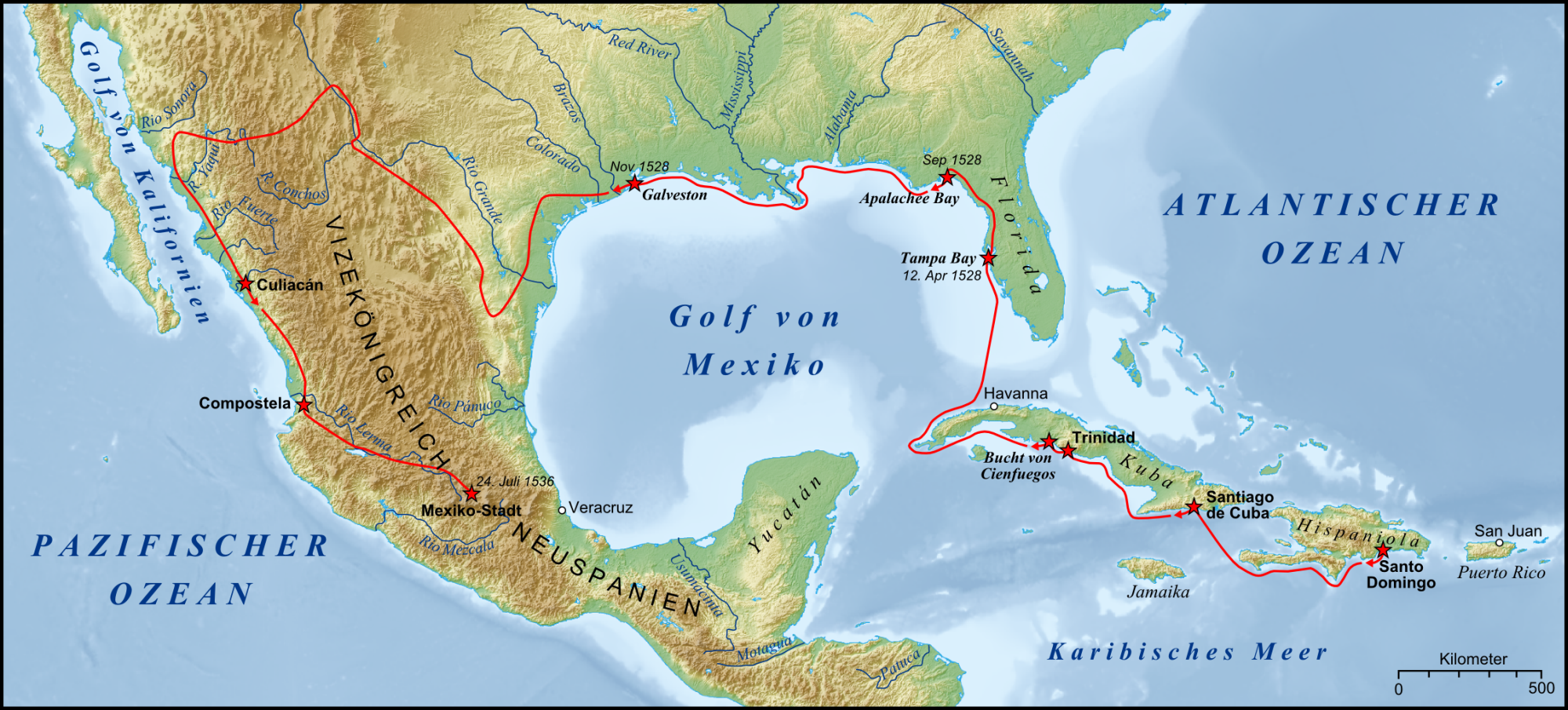
Karta som visar Cabeza de Vacas färder.

Den 6 november 1528 blev den skeppsbrutne conquistadoren Álvar Núñez Cabeza de Vaca den första kände europén att sätta sin fot i vad som numera är Texas. de Vaca var en del av Narváezexpedition och han utforskade vad som är dagens Texas, New Mexico och Arizona. Detta gjorde han till fots över en period på sex år och han återvände sedan till Europa 1537 och nertecknade sitt äventyr.

## Nya Spanien och Mexico

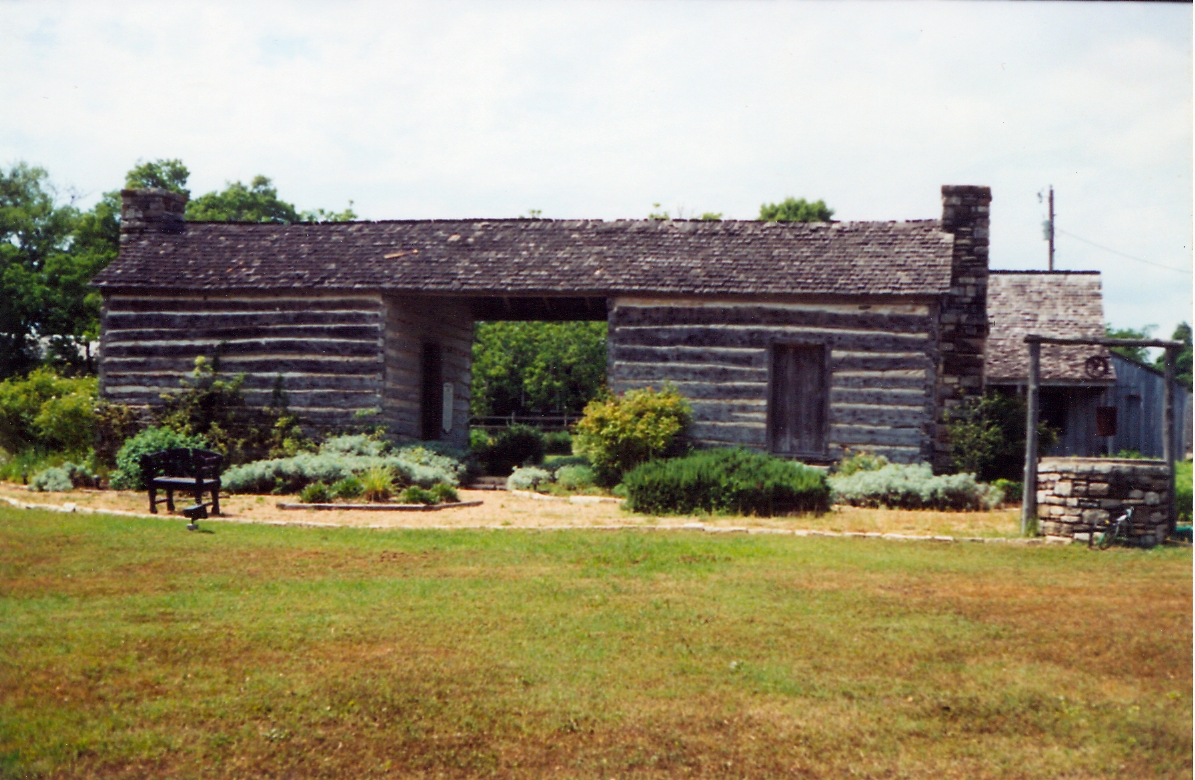
Moore's Fort var ett dubbelt blockhus byggt 1828 för att skydda de amerikanska bosättarna från angrepp.

Innan 1821 var Texas en del av den spanska kolonin Nya Spanien. Moses Austin kunde, med hjälp av friherren Felipe de Bastrop, köpa land av den spanska staten i Texas. Moses fick i slutändan köpa 200 000 hektar av valfri mark. Efter det mexikanska frihetskriget 1821 blev Texas en del av Mexiko och blev 1824 den norra delen av Coahuila y Tejas. Den 3 januari 1823 startade Stephen F. Austin tillsammans med 300 amerikanska familjer kolonier längs Brazofloden i nuvarande Fort Bend County och Brazoria County. Den här gruppen blev känd som "the Old Three Hundred" (de gamla trehundra). 1823 och 1833 hölls konvent där man uttryckte sin oro över den mexikanska statens politik i Texas.

## Revolutionen 1835

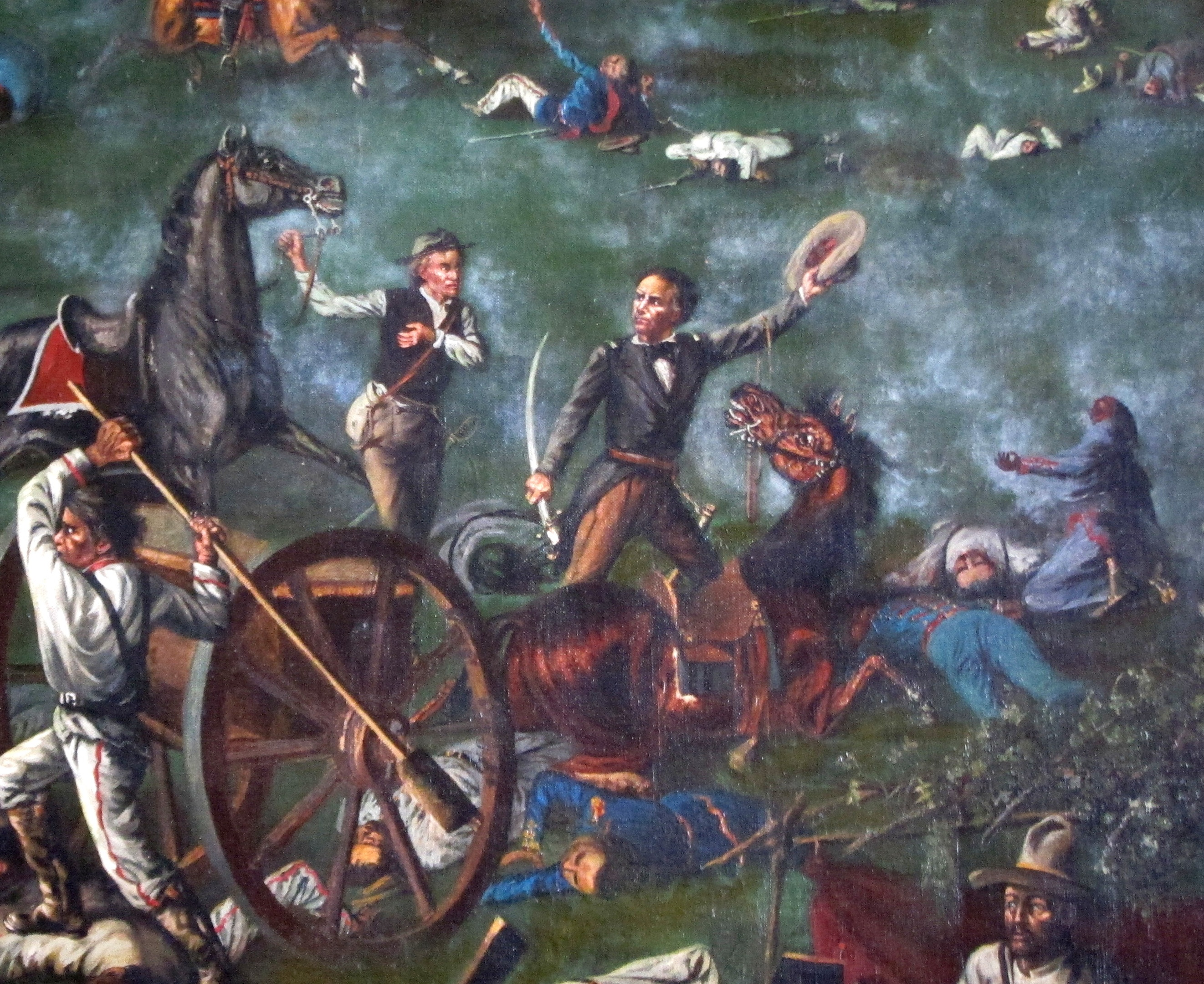
Sam Houston vid Slaget om San Jacinto

1835 proklamerade Santa Anna, den mexikanska presidenten, en enad konstitution för alla mexikanska områden, vilket också inkluderade Texas. De nordamerikanska nybyggarna i Texas gjorde då klart att de tänkte lämna Mexiko hellre än att ge upp sin rätt till slaveri (som Mexiko avskaffat). Det fanns även andra områden där Texasborna kände sig felbehandlade, bland annat den tvångsmässiga avväpning av nybyggarna och utvisningen av illegala immigranter från USA. 
Texas självständighetsförklaring kom så att undertecknas, den 2 mars 1836, av "Convention of 1836" (1836 års konvent), vilket förklarade Texas att vara en självständig nation. Texas frihet vanns efter att ha besegrat Mexikos styrkor 21 april 1836 vid slaget om San Jacinto. Texas kunde vinna striden bland annat tack vare den lilla trupp som offrade sig vid slaget vid Alamo. Santa Anna själv blev tillfångatagen i striderna och 14 maj undertecknade delegater från Republiken Texas och General Santa Anna Velasco-fördraget. Senare under 1836 antog Texas en konstitution som formellt legaliserade slaveri i republiken. Denna republik innefattade allt det område som idag tillhör Texas men dess självbeskrivna gränser sträckte sig så långt västerut som Santa Fe och så långt norrut som dagens Wyoming.

## Amerikansk delstat
1845 blev Texas en officiell delstat i USA, vilket båda sidor tjänade på. Texas var i en väldigt svår position efter att ha blivit självständigt, en svag stat, lite industri och minimalt med infrastruktur. USA kunde inte tillåta att en sådan svag stat låg vid sina gränser och dessutom så låg Texas delvis i vägen för USA:s expansion mot Stilla havet. De största problemen med infogandet av Texas i USA var, förutom de försämrade mexikan-amerikanska relationerna, var det faktum att Texas tillät slaveri och kunde förändra balansen mellan de stater som inte hade slaveri och de som hade det. Vissa sydstatare ville dessutom dela upp Texas i många mindre stater för att öka antalet stater som tillät slaveri. En kompromiss gjorde så att om Texas delades upp så skulle alla de stater norr om 36° breddgraden (enligt Missourikompromissen) vara stater med avskaffat slaveri. Det finns viss förvirring när det gäller införlivandet av Texas i USA. Texas tilläts gå med efter att "Joint Resolution for Annexing Texas To the United States" undertecknades 1 mars 1845. Innan denna resolution fanns det flera försök att få till ett formellt fördrag, men dessa misslyckades på grund av den politiska konflikten mellan slavstater och "fria" stater. Eftersom USA:s konstitution kräver att alla fördrag godkänns av två tredjedelars majoritet i senaten så var denna väg blockerad. President John Tyler föreslog att införlivandet av Texas genomfördes med den senare accepterade resolutionen, då detta bara krävde en enkel majoritet i USA:s kongress.

## Amerikanska inbördeskriget

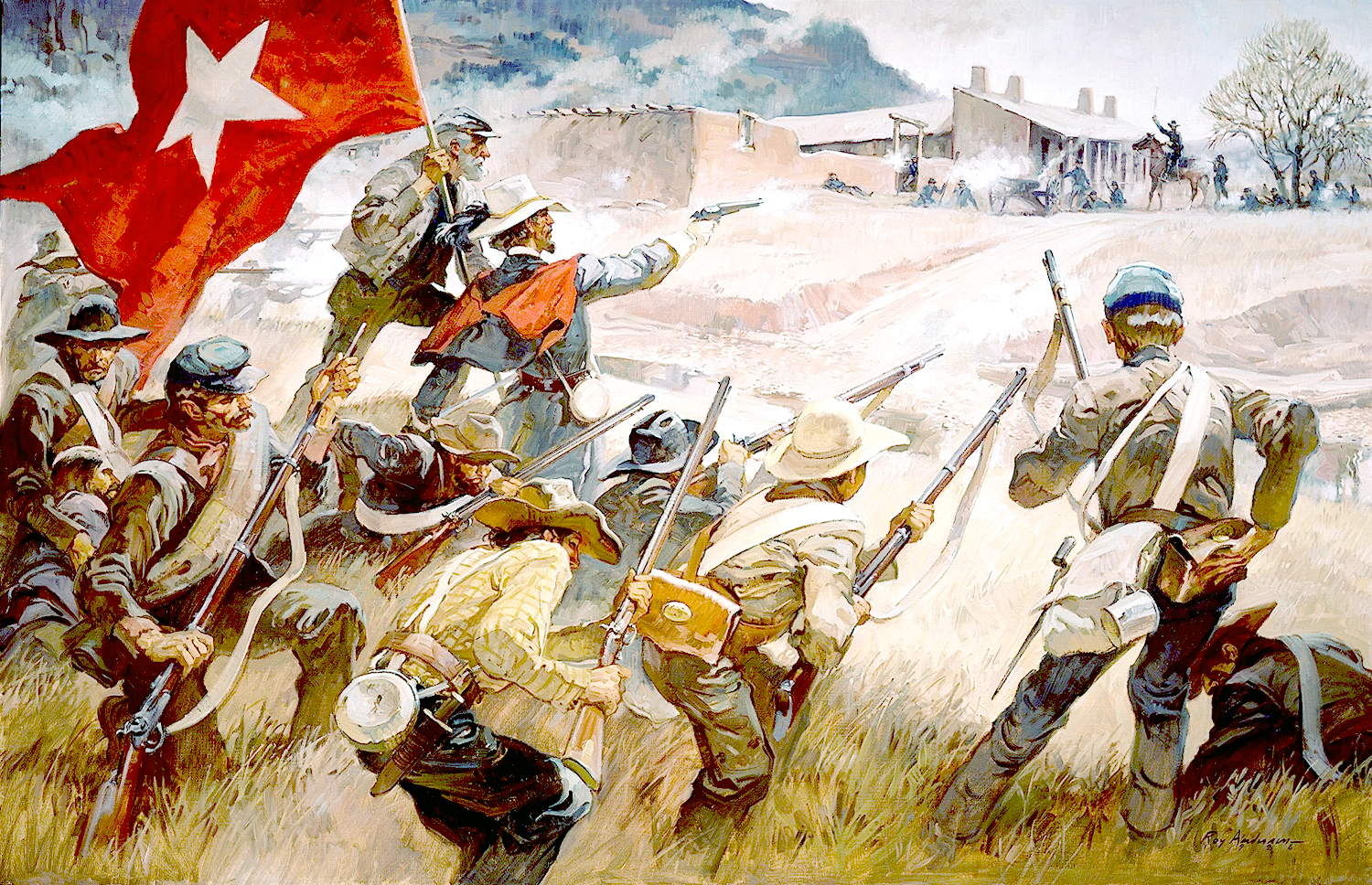
I slaget vid Glorieta Pass 1862 hindrade nordstatsarmén trupper från Texas att erövra New Mexico.

Under amerikanska inbördeskriget lämnade Texas USA och gick med i sydstaternas Amerikas konfedererade stater. 1870 tillät USA:s kongress Texas att åter ingå i USA.